# Stenia triflexalis
Stenia triflexalis là một loài bướm đêm trong họ Crambidae.